# 5454 Kojiki
Az 5454 Kojiki (ideiglenes jelöléssel 1977 EW5) a Naprendszer kisbolygóövében található aszteroida. Kószai Hiroki,  Hurukava Kiicsiró fedezte fel 1977. március 12-én.